# Rybný potok
Rybný potok (německy Fischbach) je vodní tok pramenící v Krušných horách v Krásném Lese v Ústeckém kraji České republiky, který překračuje státní hranici a pokračuje pod názvem Gottleuba do Saska v Německu, kde se v Pirně z levé strany vlévá do řeky Labe. Je součástí úmoří Severního moře a v jeho rámci povodí Labe. V České republice jeho délka činí 6,9 kilometru (z toho 1,4 kilometru tvoří státní hranici s Německem), na níž protéká přírodním parkem Východní Krušné hory. Plocha jeho povodí je 252 km2.

## Průběh toku

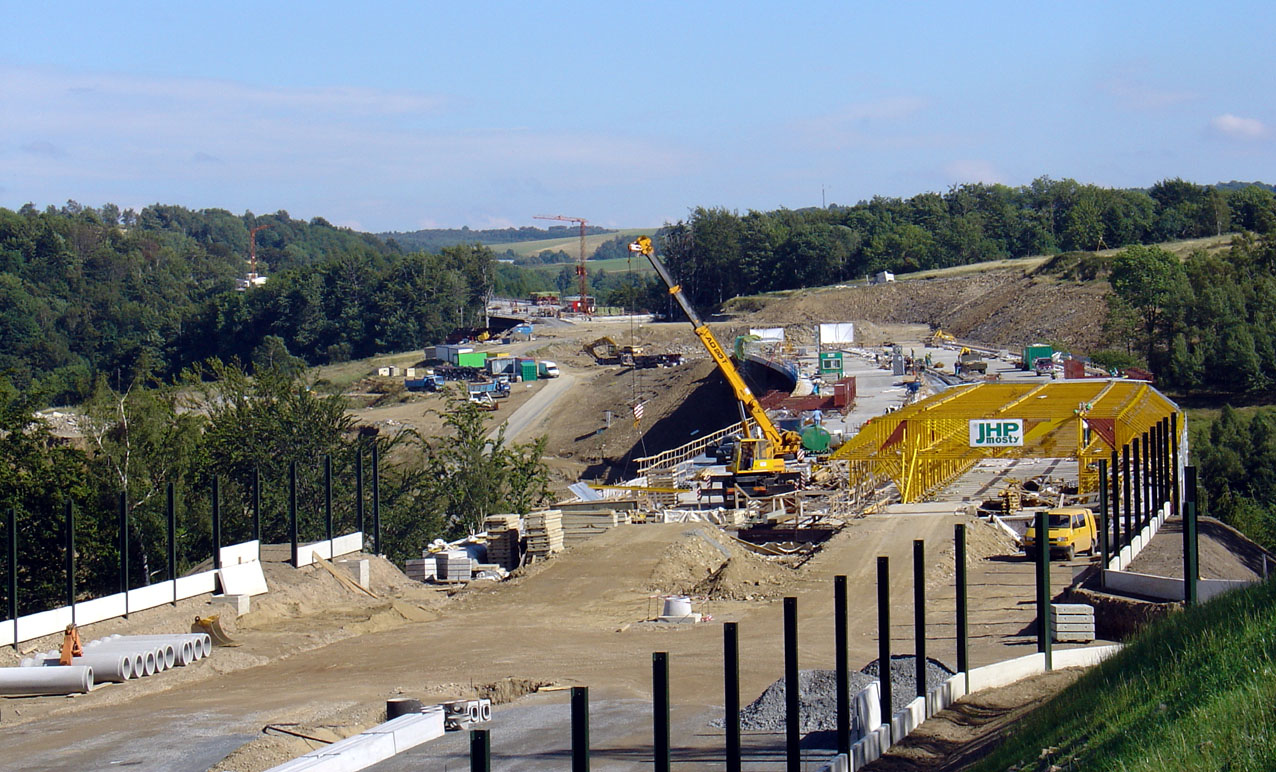
Výstavba dálničního mostu poblíž soutoku Hraničního a Rybného potoka na katastrálním území Krásného Lesa

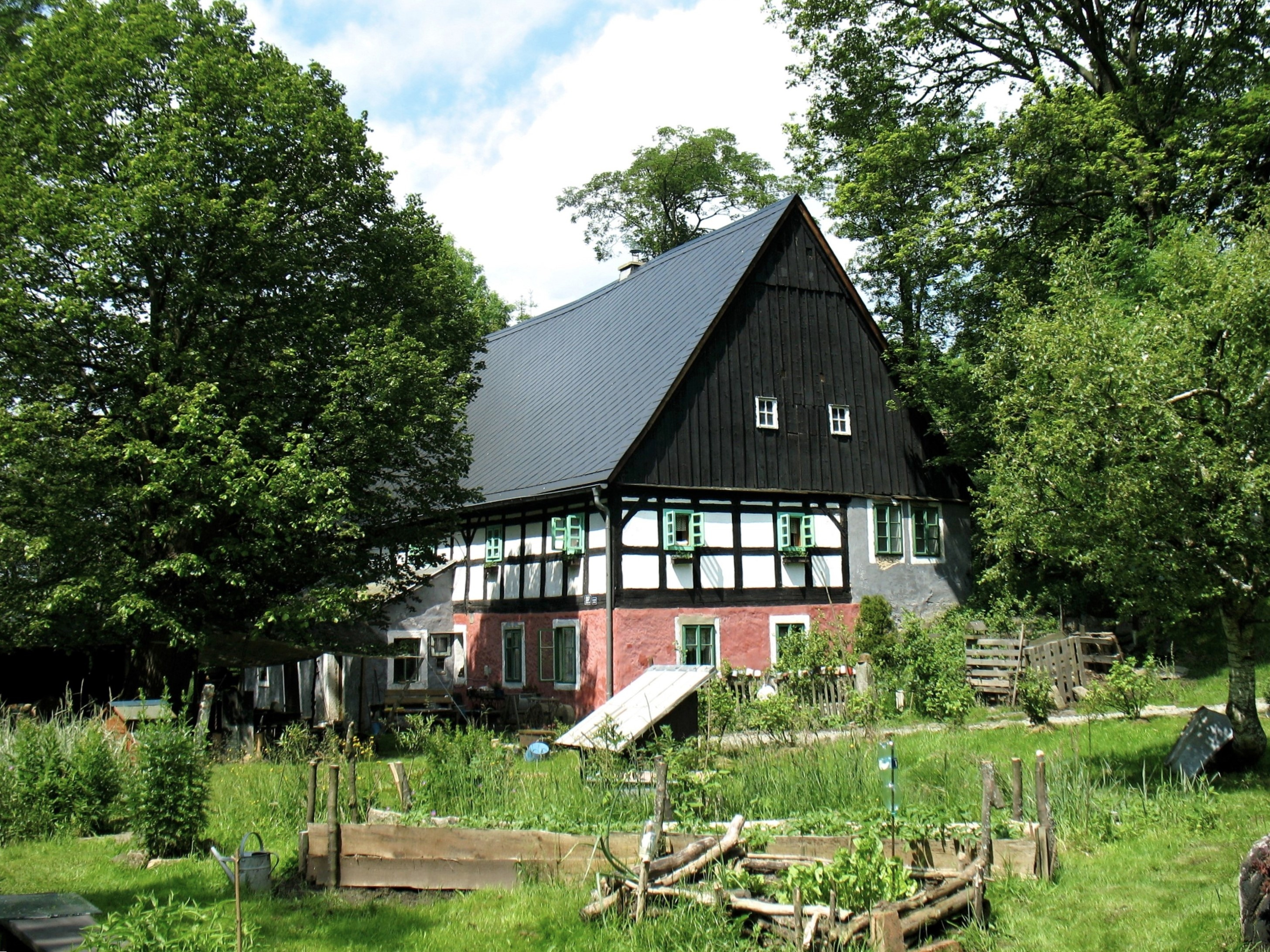
Usedlost čp. 207 v Krásném Lese, bývalý vodní mlýn ze 17. století

V České republice tvoří Rybný potok osu zástavby vesnice Krásný Les (dříve Schönwald), která před druhou světovou válkou pokračovala až ke státní hranici, kde volně přecházela v německou obec Kleinliebenau.  
Na tomto úseku má několik přítoků (mj. levostranné přítoky Liščí potok, Větrovský potok, Hraniční potok). Asi 700 metrů před státní hranicí jej překlenuje most dálnice D8. 
Od místa soutoku s Hraničním potokem vede následující 1,4 kilometru po česko-německé státní hranici. Poté pokračuje pod názvem Gottleuba na sever do Německa, kde jej po několika kilometrech přehrazuje vodní nádrž Gottleuba. Ta byla postavena v 70. letech 20. století jako zásobárna pitné vody pro Pirnu a jde o druhou největší přehradní nádrž v Sasku. Řeka Gottleuba následně pokračuje dále na sever přes Bad Gottleuba-Berggießhübel do nedaleké Pirny, kde se vlévá do Labe. Na jižním okraji Pirny říčku Gottleubu překlenuje rozestavěný (2020) most obchvatu Pirny silnice B 172.

## Mlýny
- Grizzlochův mlýn – Krásný Les u Petrovic, kulturní památka

## Povodně
V noci z 8. na 9. července 1927 došlo na Rybném potoce k přívalové povodni, která zasáhla vesnici Schönwald (od roku 1948 známou jako Krásný Les), kde si vyžádala velké materiální škody a oběti na lidských životech. Rozvodněný potok a sesuvy půdy zničily zdejší silnici, 32 domů a způsobily smrt dvou lidí a více než dvou desítek hospodářských zvířat. Celkem za deset hodin bouře spadlo na vesnici 209 mm srážek. Škody byly nakonec vyčísleny na 10 milionů korun. Velké škody a především ztráty na lidských životech si povodeň vyžádala na německé části toku. Dohromady si na Rybném potoce (Gottleubě) a nedaleké Mohelnici (Müglitz) vyžádala 152 lidských životů.